# Jaromir
Jaromir, Jaromiar, Jeromiar, Jeromier – męskie imię  pochodzenia słowiańskiego. Składa się z członów Jaro („surowy, ostry”) i mir („pokój”).
W staropolskich dokumentach występuje od 1287 roku; jest również popularne w wielu językach słowiańskich (zwłaszcza czeskim, słowackim, serbskim i chorwackim). Żeńskim odpowiednikiem tego imienia jest Jaromira.
Jaromir imieniny obchodzi: 11 kwietnia, 28 maja, 24 września.
Podobne imiona słowiańskie: Jarogniew, Jaropełk, Jarosław i Jarostryj.
Znane osoby noszące imię Jaromir to:
- Jaromir – książę czeski (zm. 1035)
- Jaromar III – książę rugijski
- Jaromír Jágr – hokeista czeski (ur. 1972)
- Jaromír Korčák – czeski geograf, demograf i statystyk (1895–1989)
- Jaromír Nohavica – czeski pieśniarz i poeta (ur. 1953)
- Jaromir Netzel – prezes PZU (ur. 1959)
- Jaromir Radke – polski panczenista
- Jaromir Trafankowski – polski śpiewak operowy (ur. 1973)
- Jaromír Vejvoda – czeski kompozytor i muzyk (1902–1988)
- Karel Jaromír Erben – czeski poeta

Zobacz też:
- Jaromierki